# Szojuz–3
Szojuz–3 (7K-OK) (orosz: Союз 3) szovjet, háromszemélyes személyszállító, szabványos rendszerben épített Szojuz űrhajó. Az első, emberrel végrehajtott űrrandevú aktív kísérleti tagja.

## Küldetés
Fő feladata az átépített űrhajó ismételt automatikus műszaki próbája, illetve a Szojuz–2 űrhajóval végrehajtandó űrrandevú technikai eszközeinek és módszereinek kipróbálása, gyakorlása. Mérni a közeledés paramétereit, fényképezni a folyamatot.

## Jellemzői
Központi tervező iroda CKBEM <= Центральное конструкторское бюро экспериментального машиностроения (ЦКБЕМ)> (OKB-1 <= ОКБ-1>, most OAO RKK Energiya im. SP Korolev <= ОАО РКК Энергия им. С. П. Королёва> – Központi Kísérleti Gépgyártási Tervezőiroda). Az űrhajót kis átalakítással emberes programra, teherszállításra és mentésre (leszállásra) tervezték.
1968. október 26-án a Bajkonuri űrrepülőtér indítóállomásról egy Szojuz hordozórakéta (11А511) juttatta Föld körüli, közeli körpályára. Az orbitális egység pályája 88,37 perces, 57,7 fokos hajlásszögű, elliptikus pálya-perigeuma 185 kilométer, apogeuma 216 kilométer volt. A Szojuz űrhajó sorozatgyártással készült. Hasznos tömege 6575 kilogramm. Az űrhajó napelemek nélkül, kémiai akkumulátorokkal 14 napos program végrehajtására volt alkalmas.
A 17. fordulatától kölcsönös közeledési és távolodási manővereket hajtott végre az egy nappal előbb indított Szojuz–2 űrhajóval. Automatikus üzemmódban – földi ellenőrző/irányítás mellett – ugyanazt a programot kellett végrehajtaniuk, mint a Koszmosz–186/Koszmosz–188 esetében. A Szojuz–3 automatikus vezérléssel 200 méterig megközelítette az ember nélkül közlekedő Szojuz–2-t. A további manővereket (az űrhajó helyzetének beállítását, a hajtóművek be- és kikapcsolását, egyéb műveleteket) Beregovoj kézi vezérléssel hajtotta végre. Három sikertelen csatlakozási kísérletet végzett. Egy méteres közelség után dokkolási/szétválási feladatot üzemanyag – manőverek következtében felhasznált – hiányában nem hajtottak végre. A sikertelen összekapcsolást Beregovoj kiképzésében találták meg (a kapott kép mást mutatott a kabinban, mint ami a valóságban volt). Összesen 3 napot, 22 órát, 50 percet és 45 másodpercet töltött a világűrben.
A sikertelen űrrandevú után a két űrhajó 565 kilométerre eltávolodott egymástól. A Szojuz–2 október 28-án simán leszállt a kijelölt körzetbe. A Szojuz–3 önálló kutatási programot hajtott végre. Terv szerint térképészeti és meteorológiai megfigyeléseket végzett. Megfigyelte a csillagokat, a Földet, a bolygókat, a hótakarót, a szürkületi horizontot, tájfunokat és ciklonokat. Orvosbiológiai mérések végzett. A munkarend megegyezett a földi életvitellel. Beregovoj aludt, majd ébredés után, napirend szerint 25 percet tornázott. Első alkalommal fordult elő, hogy az űrhajós munkáját televízión keresztül láthatóvá tették.
A Szojuz űrhajók szolgálatát véglegesen alkalmasnak minősítették, a további programok rohamos léptekben kibontakozhattak.
Október 30-án a 65. fordulatot követően földi távvezérléssel bekapcsolták a fékező hajtóműveket. A leszállóegység belépett a légkörbe, majd – hagyományos ejtőernyős fékezéssel – simán földet ért Karaganditól 70 kilométerre északnyugatra.

## Személyzet
- Georgij Beregovoj űrhajós pilóta

## Tartalék személyzet
- Vlagyimir Alekszandrovics Satalov űrhajós pilóta.

## Mentő személyzet
- Borisz Valentyinovics Volinov űrhajós pilóta